# ウィンチェスター (帆走フリゲート)
HMSウィンチェスター（HMS Winchester）は、イギリス海軍のサザンプトン級の60門フリゲートで、クリミア戦争中の1854年にロシア艦隊を捜索して長崎に来航し、その際日英和親条約が締結されている。 

## 艦歴
1816年、ウーリッジ海軍工廠（Woolwich Dockyard）で起工、1822年6月21日に進水した。60門フリゲートとして設計されたが、実際には52門艦として就航した。1831年から1861年にかけて、北アメリカ、東南アジア水域で活動した。1861年にリヴァプールで訓練艦となり、コンウェイ（Conway）と改名され、さらに1876年にマウント・エッジカム（Mount Edgcumbe）と名前が変わっている。1921年に売却された。

### 北米艦隊、喜望峰艦隊、東インド艦隊旗艦
ウィンチェスターの発注は1816年であったが、起工は1818年であり、進水は1822年6月21日と遅れた。就役は同年の9月16日であった。それから1839年までチャールズ・オースティン（著名な作家であるジェーン・オースティンの弟）艦長の下、北米・西インド艦隊（North America and West Indies Station）の旗艦として活動した。1842年には、チャールズ・エデン（Charles Eden）艦長の下、喜望峰艦隊（Cape of Good Hope Station）の旗艦となり、1852年と1853年にはビルマでの軍事活動に参加している。1853年から1854年まで、フリートウッド・ペリュー少将指揮下の東インド・中国艦隊の旗艦となり香港にあった。ここで彼は熱病と感染症が収まるまで出港を控えていたが、部下にはその理由を伝えていなかった。このため、水兵は反抗的な態度をとるようになった。ペリューは「総員配置に付け」のドラム（Beat to quarters）を打ち、水兵たちがこれを拒否すると、士官たちを派遣して剣をもってこれを強制した。数人が負傷したが、反乱の発生は防ぐことができた。
1854年、ウィンチェスターはジェームズ・スターリング少将の旗艦となった。この間にアロー戦争が勃発し、ウィンチェスターの艦載艇が広東攻撃に参加している。

### 日英和親条約調印
スターリングは、クリミア戦争で敵国となったロシアのエフィム・プチャーチンの艦隊が長崎に入港しているとの情報を得、それを捕捉すべく長崎に向かった。1854年9月7日、ウィンチェスター以下4隻からなる艦隊が長崎に到着。すでにロシア艦隊は長崎にはいなかったが、幕府に対してクリミア戦争に対する局外中立を求めた。ところが江戸幕府は、これを外交交渉のための来航と考え、交渉を開始、同年10月14日（嘉永7年8月23日）に日英和親条約が調印された。スターリングは外交交渉を行う権利は有しておらず、かつ本国からの指示も受けていなかった。しかし、日本の北方でロシア海軍との交戦を行うためには、日本での補給を可能にすることには大きなメリットがあり、本国も追認した。

### ロシア沿海の探検
長崎出港後、ウィンチェスターと僚艦バラクータは、ロシアのヴァシリー・ザヴォイコ（Vasily Zavoyko（Василий Завойко））の艦隊を捜索するために北に向かい、1855年8月にピョートル大帝湾の初めての測量を行った。

## 練習艦コンウェイ
1861年、ウィンチェスターは搭載砲を26門に減じ、リヴァプール港で練習艦HMSコンウェイ（HMS Conway ）となった。その年のうちに軍籍を離れ、HMSのないコンウェイになった。主に身寄りがなかったり貧困の少年を水兵にするための訓練に使われた。1876年にHMSナイル（HMS Nile）にその役を譲り、1876年9月1日に海軍に復帰し、HMSマウント・エッジカム（HMS Mount Edgcumbe）と命名された。

## 練習艦マウント・エッジカム
プリマスの身寄りのない少年を訓練するため、1874年にデヴォン・アンド・コーンウェル産業練習船協会が設立されマウント・エッジカムはタマー川（River Tamar）河口のサルタッシュ（Saltash）に係留された。練習船としては1920年12月4日まで使用された。

## 最後
マウント・エッジカムは1921年4月8日に売却され、クイーン・アン砲台へと曳航され、そこで沈められた。

## 参考資料
- Winfield, Rif; Lyon, David (2004). The Sail and Steam Navy List: All the Ships of the Royal Navy 1815–1889. London: Chatham Publishing. ISBN 978-1-86176-032-6. OCLC 52620555.